# Félines-Minervois
Félines-Minervois é uma comuna francesa na região administrativa de Occitânia, no departamento de Hérault. Estende-se por uma área de 29,87 km². Em 2010 a comuna tinha 486 habitantes (densidade: 16,3 hab./km²).